# Jarszewo (gromada)
Jarszewo – dawna gromada, czyli najmniejsza jednostka podziału terytorialnego Polskiej Rzeczypospolitej Ludowej w latach 1954–1972.
Gromady, z gromadzkimi radami narodowymi (GRN) jako organami władzy najniższego stopnia na wsi, funkcjonowały od reformy reorganizującej administrację wiejską przeprowadzonej jesienią 1954 do momentu ich zniesienia z dniem 1 stycznia 1973, tym samym wypierając organizację gminną w latach 1954–1972.
Gromadę Jarszewo z siedzibą GRN w Jarszewie utworzono – jako jedną z 8759 gromad na obszarze Polski – w powiecie kamieńskim w woj. szczecińskim na mocy uchwały nr V/45/54 WRN w Szczecinie z dnia 5 października 1954. W skład jednostki weszły obszary dotychczasowych gromad Buszęcin, Dusin, Jarszewo, Kukułowo, Połchowo, Rzewnowo i Skarchowo ze zniesionej gminy Jarszewo oraz obszar dotychczasowej gromady Rozwarowo ze zniesionej gminy Recław w tymże powiecie. Dla gromady ustalono 12 członków gromadzkiej rady narodowej.
31 grudnia 1959 do gromady Jarszewo włączono miejscowości Rarwino, Jarzysław, Górki, Kukań, Piastkowo, Stawnik, Łysom, Warblewo i Rekowo ze zniesionej gromady Górki w tymże powiecie oraz miejscowość Sibin z gromady Recław tamże.
Gromada przetrwała do końca 1972 roku, czyli do kolejnej reformy gminnej.